# Jackie Bray
John „Jackie“ Bray (* 22. April 1909 in Oswaldtwistle; † 20. November 1982 in Blackburn) war ein englischer Fußballspieler und -trainer. Als linker Außenläufer war er in den 1930ern bei Manchester City aktiv. Dort feierte er mit dem Gewinn des FA Cups 1934 und der englischen Meisterschaft 1937 seine größten Erfolge.

## Sportlicher Werdegang
Bray spielte zunächst für Clayton Olympia und danach bei Manchester Central, einem kurzlebigen Profiverein in Manchester, bevor er sich im Oktober 1929 Manchester City für eine Transfersumme von 1.000 Pfund anschloss. Er bestritt am 8. Februar 1930 sein Ligadebüt im Derby gegen United, das zwar mit einer 0:1-Niederlage endete, aber letztlich schloss er seine erste Saison mit den „Citziens“ auf dem dritten Rang ab.
Auf der Position des linken Außenläufers erarbeitete er sich schnell einen guten Ruf. Seine Stärken lagen in einer hohen Laufbereitschaft und der Fähigkeit, sich häufig ins Angriffsspiel einzuschalten. Zwar zeigte die Formkurve seiner Mannschaft fortan mit dem achten Platz 1931, Rang 14 im Jahr 1932 und dem 18. Platz 1933 nach unten, aber im FA Cup wurden gute Ergebnisse eingefahren. Sowohl 1933 als auch 1934 zog er ins Endspiel des englischen Pokals ein. Dort verlor er mit seinen Mannen im ersten Finale gegen den FC Everton mit 0:3, aber im Jahr darauf errang er über ein 2:1 gegen Leicester City die erste bedeutende Trophäe in seiner Laufbahn. Auch in der Meisterschaft war es 1934 mit dem fünften Rang wieder aufwärtsgegangen. In den Jahren 1934 bis 1937 etablierte sich Bray mit Manchester City in der oberen Tabellenhälfte. Dazu bestritt er zwischen September 1934 und April 1937 sechs A-Länderspiele für England – die letzte Partie gegen Schottland (1:3) fand am 17. April 1937 vor fast 150.000 Zuschauern im Hampden Park statt. Höhepunkt war 1937 der Gewinn der englischen Meisterschaft und er absolvierte 40 von 42 Partien. Diesem Erfolg schloss sich aber bereits bald eine Enttäuschung an, denn nur ein Jahr später stieg Manchester City als amtierender Meister überraschend in die zweite Liga ab. Nach dem Ausbruch des Zweiten Weltkriegs wurde der offizielle Spielbetrieb unterbrochen und Bray diente in der Royal Air Force. Im Fußball absolvierte er bis zu seinem Rücktritt im März 1946 nur noch inoffizielle Partien. Dabei agierte er in 181 Partien für City und dazu als Gastspieler für Port Vale, Crewe Alexandra, die Blackburn Rovers und Nottingham Forest.
Bray wechselte anschließend ins Trainerfach, hatte aber mit dem FC Watford nur eine prominente Station als Cheftrainer. Der Aufenthalt dort als Nachfolger von Bill Findlay war von März 1947 bis Januar 1948 von kurzer Dauer und während seiner Zeit gewannen die „Hornets“ nur elf von 40 Spielen, bevor er durch Eddie Hapgood ersetzt wurde. Später arbeitete Bray, der auch für Accrington Cricket spielte, noch im Trainerstab des FC Nelson.

## Titel/Auszeichnungen
- Englische Meisterschaft (1): 1937
- Englischer Pokal (1): 1934
- Charity Shield (1): 1937